# La Roche-Noire
 La Roche-Noire  là một xã thuộc tỉnh Puy-de-Dôme trong vùng Auvergne-Rhône-Alpes miền trung nước Pháp. Xã này nằm ở khu vực có độ cao trung bình 410 mét trên mực nước biển.